# Riverside (Waszyngton)
Riverside – miasto w Stanach Zjednoczonych, w stanie Waszyngton, w hrabstwie Okanogan.